# چیبیدا
چیبیدا (روسی: Чыбыда) یک رودخانه در استان یاقوتستان کشور روسیه است.